# Open Salon
Open Salonとはサロン・メディアグループが立ち上げたソーシャルネットワークサイト、ブロギング・プラットフォームである。Salonのジョーン・ウォルシュ編集長（当時）は「Open Salonは従来のゲートキーパーを排除し、かつ知性を形成し、将来Salonの出版活動に欠かせないパートナー集団を形成する。」と語っている。登録後直ちにブログを作成することができ、他のポストを評価したりコメントすることもできる。Open Salonのホームページは1日を通して更新されるリアルタイム雑誌としての機能があり、最も良いOpen Salonの記事はSalon.comのトップを飾ることになる。
2009年5月29日、Open Salonの寄稿者への5分間インタビューであるOpen Chatがスタートし、第1回目はサターン・スミスが登場した。

## 受賞
Open Salonは2009年、ナショナルマガジンアワードのインタラクティブフィーチャー部門のファイナリストに選出された。この部門は実践的な教育やアドバイスだけでなくニュース、情報やエンタテインメントを配信、共有するためにマルチメディア技術、ツール、コミュニティプラットフォームや他の双方向フォーマットを使用したウェブサイトのうち優れたサイトを認定するものである。